# 化学反应
化學反應（chemical reaction）是一個或一個以上的物質（又稱作反應物）經由化學變化转化為不同於反應物的過程。
化學變化（chemical change）定義為當一個分子接觸另一個分子合成為大分子，或者分子經斷裂分開形成兩個以上的小分子，或是分子內部的原子重組。為了形成變化，化學反應通常和化學鍵的形成與斷裂有關。特別注意化學反應不會以任何方式改變原子核，而仅限於在原子外的電子雲交互作用。雖然核變形後可能會引發化學反應，但是核反應與化學反應無關，因為核反應會改變反應的原子，變成另一種原子，根據質量守恆，反應前後原子之種類數目皆不變，核反應不符合此定律，因此核反應不為化學反應。 
化學性質是物質只能在化學變化中表現出來的性質，例如有酸鹼性、氧化还原性质、熱穩定性、反应性等等。

## 類別
有几種主要化學反應如下所示：
- 化合反应（{\displaystyle {\rm {A+B\rightarrow C\,}}}）：由两种或两种以上物质生成另一种物质的反应
- 分解反应（{\displaystyle {\rm {A\rightarrow B+C\,}}}）：由一种反应物生成两种或两种以上其他物质的反应
- 无机反应：指以无机化合物为反应物的各种反应。
  - 置换反应/單取代反應（{\displaystyle {\rm {A+BC\rightarrow AC+B\,}}}）：表示額外的反應元素取代化合物中的一個元素。
  - 复分解反应/雙取代反應（{\displaystyle {\rm {AC+BD\rightarrow AD+BC\,}}}）：兩個化合物交換元素或離子形成不同的化合物，大多发生在水溶液中。
- 有機反應：指有机化合物為反应物的各種反應。
  - 取代反应（{\displaystyle {\rm {AB+CD\,}}}（小分子）{\displaystyle {\rm {\rightarrow AD+CB\,}}}（小分子））：底物与小分子物质交换原子或原子团的过程。
  - 加成反应（{\displaystyle {\rm {A+B\rightarrow C\,}}}）：底物不饱和度降低的过程。
  - 消除反应（{\displaystyle {\rm {A\rightarrow B+C\,}}}）：底物不饱和度升高的过程，是加成反应的逆反应。
  - 重排反应（{\displaystyle {\rm {A\rightarrow B\,}}}）：化合物形成結構重組而不改變化學組成物。
  - 协同反应：指反应中化学键的断裂与形成都在同一步中完成。
- 酸碱反应：指酸与碱发生作用生成“酸碱加合物”的过程。这里的酸、碱可以有不同的定义：
  - 在酸碱电离理论中，酸是溶于水后可以电离出水合氢离子的物质，碱是溶于水后电离出氢氧根离子的物质；
  - 在酸碱质子理论中，酸是质子供体，碱是质子受体；
  - 在酸碱电子理论中，酸是接受电子对的物质，碱是给出电子对的物质。
  - 酸跟鹼反應生成鹽和水。這也是複分解反應的一種。
- 氧化還原反應：指涉及電子轉移的反应（如：單取代反應和燃燒反應）。
- 燃燒反應：指底物与氧化剂（比如氧氣）发生的剧烈氧还反应，反应中通常伴有发光、放热等现象。（本質上屬於氧化還原反應。）

當然還有更多複雜的情形，但仍可逐步簡單化而視為上述反應類別的連續反應。化學反應的變化多端難以建立簡單的分類標準。更多的例子參見化学反應列表。

## 反應與能量

### 能量淨改變
根據熱力學第二定律，任何等温等压封閉系統傾向降低吉布斯能。在沒有外力的影響下，任何反應混合物也是如此。比方，對系統中焓的分析可以得到合乎反應混合物的热力學計算。反應中焓的計算方式採用標準反應焓以及反應熱加成性定律（赫士定律/盖斯定律）。
以甲烷在氧中的燃燒反應為例：{\displaystyle {\rm {CH_{4}+2O_{2}\rightarrow CO_{2}+2H_{2}O\,}}}
能量計算須打斷反應左側和右側的所有鍵結取得能量數據，才能計算反應物和生成物的能量差。以{\displaystyle \Delta H}表示能量差，{\displaystyle \Delta }（Delta）表示差異，{\displaystyle H}則為焓等於固定壓力下的熱傳導能量。ΔH的單位為千焦耳或千卡。
- 放熱反應：如果{\displaystyle \Delta H}計算為負值，則反應能量通常會釋放出來形成熱，即為放熱反應。放熱反應會自發性產生。比如日常所知的燃燒反應就是在空氣中燃燒瓦斯产生熱量。
- 吸熱反應：也有反應是正值的{\displaystyle \Delta H}。如果{\displaystyle \Delta H}是正值，完成反應須吸收能量。即所謂的吸熱反應。

### 反应自发性
上述法則「放熱反應會自發性產生」通常是事實。但在某些狀況下卻不是如此，某些吸热反应，如硝酸铵溶于水的过程，虽是从环境吸收能量的反应，但仍然是自发的。这是因为反应的自发性不仅取决于反应热（焓）的变化，也与另一个热力学函数熵有关。熵是表明微观状态的混乱度的函数。对于同一反应物而言，产物中粒子可以采取的微观状态数越多，混乱程度越大，那么反应的熵变也相应地增加。
吉布斯能——封闭系统在等温等压条件下向环境可能做的最大有用功，是用于判断反应自发性的一个状态函数。它综合考虑了焓与熵对反应自发性的贡献，当它为负值时，反应自发；当它为正值时，反应非自发；当它为零时，反应达到平衡态。其基本方程式如下：
{\displaystyle {\rm {\Delta G=\Delta H-T\Delta S\,}}}，{\displaystyle \Delta G}是自由能改變，{\displaystyle \Delta H}是焓改變，而{\displaystyle \Delta S}則為熵改變。注意温度与熵变在等式中是相乘的关系。很多吸热反应在高温下可以发生，就是因为这个原因。
通过推导，还可以将吉布斯能与宇宙的熵变（系统+环境）联系起来，得到下面的方程：{\displaystyle {\rm {\Delta S_{univ}=-{\frac {\Delta G}{T}}\,}}}。根据热力学第二定律，宇宙的熵总是倾向于增加，{\displaystyle {\rm {\Delta S_{univ}}}}大于零，因此{\displaystyle \Delta G}小于零时，反应是自发的，也得到与上面相同的结论。

## 反應动力学

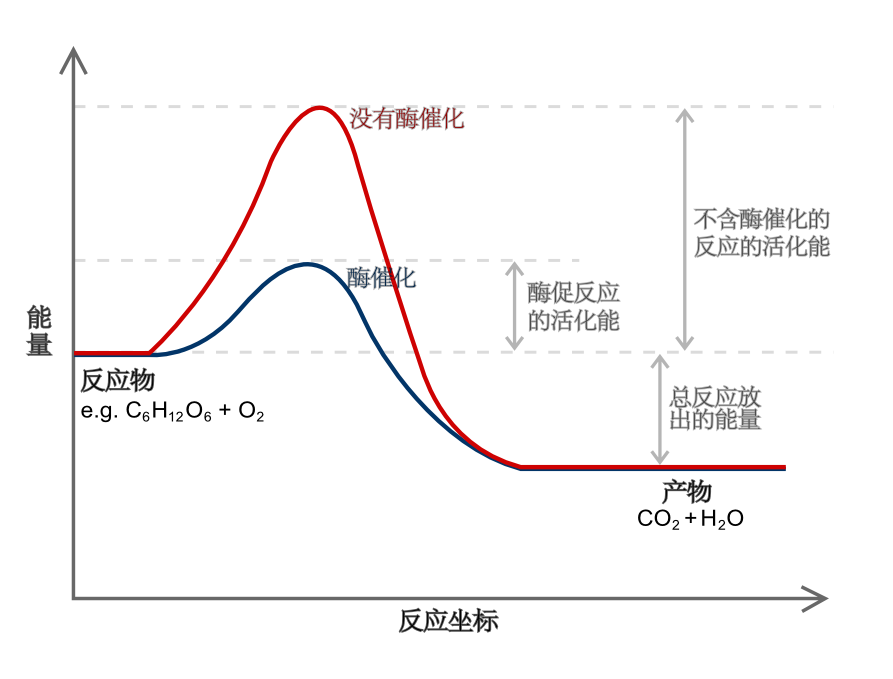
圖示為一個反應坐標，當中位於能量最高點的均為過渡態。紅色線表示了沒有加入催化劑（酶）因此具有較高的活化能，藍色線是加了催化劑後的情況。

熱力學可回答「反應可能發生嗎？」，另一個問題「反應多快？」卻完全沒有回答。這是因為熱力學或者熱力學平衡試著要了解的是反應混合物初始和結束狀態。因此無法指出反應發生時的過程。這個領域屬於反應動力學的範疇。
右图称为反应坐标图，是一个常用于表明化学反应中能量变化过程的图。横坐标表示反应进程，显示的是反应物质经由反应物、过渡态，转化为产物的过程；纵坐标表示反应物质的相对能量。反应进程中能量的最高点与反应物的能量之差称为活化能，是为了使反应发生，反应物应具有的最低能量。反应需要越过一个能量高的过渡态，如同从一个谷地爬山到达另一个谷地一样。
分子动力学中，为了解释化学反应的发生，人们提出了很多理论。过渡态理论认为在基元反应中，反應物分子在合适的碰撞取向上相互碰撞后，价电子雲相互穿透，形成活化複合物。该络合物也就是右图中能量最高的一点，称为过渡态。这时反应物原有的化学键部分断裂，新的化学键部分地形成。如果反应完成，则旧键破裂，新键形成，转化为产物分子。另一个常见的理论是碰撞理论，它认为，反应物分子间的相互碰撞是反应进行的必要条件，并因此提出有效碰撞、活化分子、频率因子、取向因子、能量因子等概念。碰撞理论较为简单直观，对于简单的双分子反应比较适用，如果反应过于复杂，那么碰撞理论的结果往往与事实有偏差。
很多看上去很简单的反应往往不是一步完成的。它们被称为非基元反应，其中的每一步反应称为基元反应。分步的化学反应往往会产生一些中间物质，称为反应中间体，它们由反应物反应得到，若进一步反应则转化为产物。而且，各基元反应的反应速率往往也不相同，较慢的反应卡住了反应进程，控制了反应的速率方程（速率与反应物浓度的关系），称为反应的速率控制步骤，简称“决速步”。

### 反應速率
化學反應的反應速率是相關受質濃度隨時間改變的測量。它总是正值。对于反应{\displaystyle {\rm {aA+bB\rightarrow pP+qQ\,}}}，反应速率的表达式为：
{\displaystyle v=-{\frac {1}{a}}{\frac {d[A]}{dt}}=-{\frac {1}{b}}{\frac {d[B]}{dt}}={\frac {1}{p}}{\frac {d[P]}{dt}}={\frac {1}{q}}{\frac {d[Q]}{dt}}}
反應速率的分析有許多重要應用，像是化學工程學或化學平衡研究。反應速率受到下列因素的影響：
- 反應物濃度：如果增加通常將使反應加速。
- 活化能：定義為反應啟始或自然發生所需的能量。愈高的活化能表示反應愈難以啟始，反應速率也因此愈慢。
- 接触的表面积：表面积越大，反应物之间的碰撞次数越多。
- 压强：压强越大，反应物之间的碰撞越频繁，因此有效碰撞数也会相应增加。
- 反應溫度：溫度提升將加速反應，因為愈高的溫度表示有愈多的能量，使反應容易發生。
- 催化劑：催化劑是一種透過降低活化能提升反應速率的物質。而且催化劑在反應過程中没有净消耗，所以可以重複作用。

反應速率與參與反應的物質濃度有關。物質濃度則可透過質量作用定律定量。

### 可逆反應
每個化學反應理論上均是可逆反應。正反應中定義物質從反應物轉換成產物。逆反應则相反，產物轉換成反應物。
化學平衡指正反應速率和逆反應速率達到相等的狀態，因此反應物和產物均會存在。然而，平衡態的反應方向可透過改變反應狀態改變，譬如溫度或壓力。勒沙特烈原理在此用來預測是產物或反應物形成。
平衡常数可用于表明反应达到平衡时反应的进行程度。对于反应{\displaystyle \alpha A+\beta B...\rightleftharpoons \sigma S+\tau T...}，其平衡常数可以写为{\displaystyle K={\frac {{\{S\}}^{\sigma }{\{T\}}^{\tau }...}{{\{A\}}^{\alpha }{\{B\}}^{\beta }...}}}。括弧代表该物质的活度，粗略计算时可以看做相应的浓度。平衡常数越大，表示达到平衡时产物越多，反应物越少，因此反应趋势或彻底性更大。平衡常数与吉布斯能之间存在如下关系：{\displaystyle \ {\Delta }_{r}G_{m}^{\ominus }=-RT\ln K}，根据上面对反应自发性的讨论，也可以类推出平衡常数与自发性之间的关系。K > 1时反应自发。
雖然所有的反應在一些範圍內均可视为微观可逆，部份反應仍可歸類為不可逆反應。「不可逆反應」指得是「比较彻底的反應」，意思是幾乎所有的反應物均形成產物。反应平衡常数非常大，在达到平衡时，反应物的浓度可以忽略不计。对于究竟多彻底的反应才能被称为不可逆反应，各处的评判标准不同，一般认为平衡常数大于104的反应算是比较彻底的反应。

## 外部連結
- 化學反應—中華民國教育部學習加油站．